# Krister Kristensson
Krister Kristensson (ur. 25 lipca 1942 w Malmö, zm. 29 stycznia 2023) – szwedzki piłkarz występujący na pozycji obrońcy.

## Kariera klubowa
Kristensson zawodową karierę rozpoczynał w 1963 roku w klubie Malmö. Grał tam do 1979 roku. W tym czasie zdobył z zespołem siedem mistrzostw Szwecji (1965, 1967, 1970, 1971, 1974, 1975, 1977), pięć Pucharów Szwecji (1967, 1973, 1974, 1975, 1980), Puchar Mistrzów (1979), Puchar Interkontynentalny (1979), a także wywalczył pięć wicemistrzostw Szwecji (1964, 1968, 1969, 1976, 1978). W 1980 roku odszedł do Trelleborga, gdzie w 1981 roku zakończył karierę.

## Kariera reprezentacyjna
W reprezentacji Szwecji Kristensson zadebiutował 10 sierpnia 1967 roku w wygranym 2:0 towarzyskim meczu z Finlandią. W 1970 roku został powołany do kadry na mistrzostwa  świata. Nie zagrał jednak na nich ani razu, a Szwecja odpadła z turnieju po fazie grupowej. W latach 1967–1972 w drużynie narodowej Kristensson rozegrał w sumie 38 spotkań.